# Loteria spaniolă de Crăciun

Lozuri din 2020

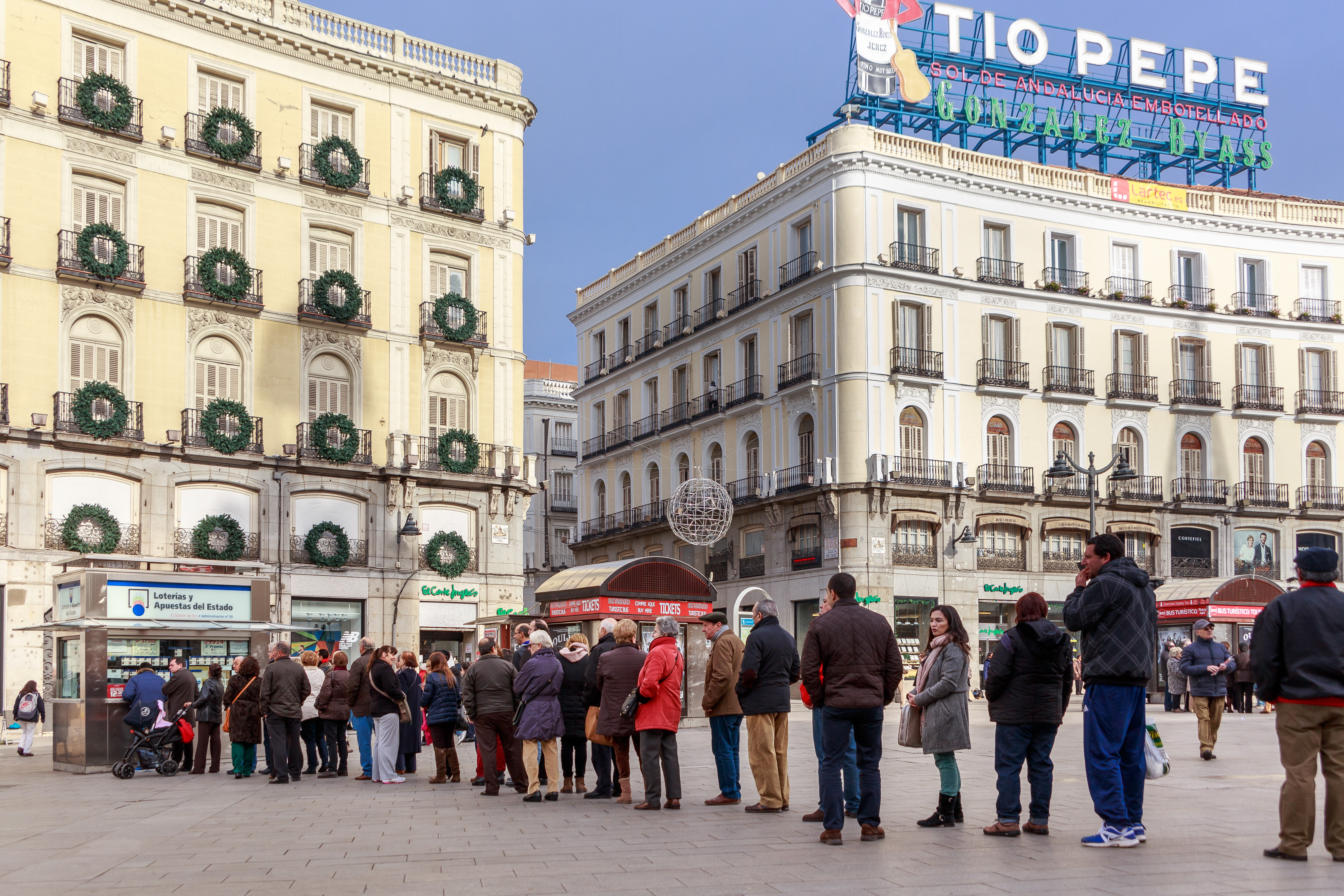
Coadă pentru a cumpăra bilete la loteria de Crăciun la Madrid

Loteria spaniolă de Crăciun (denumită oficial Sorteo Extraordinario de Navidad  sau mai simplu Lotería de Navidad) este o extragere specială organizată de loteria națională spaniolă cu ocazia Crăciunului. Ea a fost organizată în fiecare an începând cu 1812 de una dintre instituțiile  Administrației Publice spaniole, acum denumită Loterías y Apuestas del Estado. Denumirea Sorteo de Navidad a fost utilizată pentru prima oară în 1892.  
Loteria spaniolă de Crăciun este cea de-a doua cea mai longevivă loterie din lume. Ea a trecut și prin Războiul Civil Spaniol și prin regimul lui Franco.
Luând în considerare fondul de premiere, loteria spaniolă de Crăciun este considerată cea mai generoasă din lume. În 2013 fondul de premiere a fost de 2,52 miliarde €. Totalitatea premiilor la categoria I denumită El Gordo („cel mare”) a fost în 2012 de 720 milioane € și a fost distribuită între cele 180 de bilete câștigătoare (billete), posesorii cărora  au încasat  câte 4 milioane € fiecare.

## Biletele și premiile
Loteria de Crăciun se bazează pe bilete (billetes) care sunt formate din numere de 5 cifre. Datorită popularității enorme a acestui joc, fiecare bilet este imprimat de mai multe ori, în câteva serii. Un număr unic de 5 cifre este imprimat pe fiecare bilet și pe seriile din bilet. De exemplu, biletul cu numărul 00001 este imprimat de 180 ori în diferite variante. Fiecare bilet costă €200. Deoarece acest preț poate fi destul de scump, biletele sunt vândute de obicei ca și zecimi (denumire décimo). Prețul unuidécimo este de €20 și cine cumpără unul va primi 10% din premiul anunțat.
Serie - Fiecare billete este imprimat de mai multe ori cu diferite numereserie. 

Billete - €200 fiecare - Un bilet întreg format dintr-un număr de 5 cifre, care însumează 10 décimo (zecimi de bilet).

Décimo - €20 fiecare - O zecime din billete. Majoritatea oamenilor cumpără décimos. 

În 2012 existau 180 series a 100.000 billetes (de la 00000 la 99999) a câte €200 fiecare. Pentru o serie structura premiilor a fost următoarea:
| Cantitate            | Premiu               | Descriere                                                                   | Total          |
| -------------------- | -------------------- | --------------------------------------------------------------------------- | -------------- |
| 1                    | €4.000.000           | El Gordo (Primul premiu)                                                    | €4.000.000     |
| 1                    | €1.250.000           | Al doilea premiu                                                            | €1.250.000     |
| 1                    | €500.000             | Al treilea premiu                                                           | €500.000       |
| 2                    | €200.000             | Al patrulea premiu                                                          | €400.000       |
| 8                    | €60.000              | Al cincilea premiu                                                          | €480.000       |
| 1,794                | €1.000               | La Pedrea                                                                   | €1.794.000     |
| 2                    | €20.000              | Pentru cele 2 numere înaintea și după primul premiu (aproximări)            | €40.000        |
| 2                    | €12.500              | Pentru cele 2 numere înaintea și după al doilea premiu (aproximări)         | €25.000        |
| 2                    | €9.600               | Pentru cele 2 numere înaintea și după al treilea premiu (aproximări)        | €19.200        |
| 99                   | €1.000               | Pentru 99 numere ce au avut primele 3 cifre ale primului premiu             | €99.000        |
| 99                   | €1.000               | Pentru 99 numere ce au avut primele 3 cifre ale celui de-al doilea premiu   | €99.000        |
| 99                   | €1.000               | Pentru 99 numere ce au avut primele 3 cifre ale celui de-al treilea premiu  | €99.000        |
| 198                  | €1.000               | Pentru 99 numere ce au avut primele 3 cifre ale celui de-al patrulea premiu | €198.000       |
| 999                  | €1.000               | Pentru 999 numere cu ultimele 2 cifre ale primului premiu                   | €999.000       |
| 999                  | €1.000               | Pentru 999 numere cu ultimele 2 cifre ale celui de-al doilea premiu         | €999.000       |
| 999                  | €1.000               | Pentru 999 numere cu ultimele 2 cifre ale celui de-al treilea premiu        | €999.000       |
| 9,999                | €200                 | Pentru 9,999 numere cu ultima cifră a primului premiu (reîmbursare)         | €1.999.800     |
|                      |                      |                                                                             |                |
| Total per serie      | Total per serie      | Total per serie                                                             | €14.000.000    |
| Total per 180 series | Total per 180 series | Total per 180 series                                                        | €2.520.000.000 |

## Extragerea
De la 18 decembrie 1812, extragerile loteriei de Crăciun au loc mereu la fel. În trecut, acestea aveau loc în amfiteatrul Lotería Nacional din Madrid, iar în 2010 și 2011 au avut loc în Palacio Municipal de Congresos de Madrid. În 2012, extragerile s-au mutat la Teatro Real din Madrid. Elevii școlii San Ildefonso (în trecut școală pentru orfani și pentru copiii funcționarilor publici) extrag numerele și premiile corespunzătoare, cântând cu voce tare rezultatele în fața tuturor. Până în 1984 numai băieții de la San Ildefonso participau la extragere; în acel an Mónica Rodríguez a devenit prima fată care să cânte rezultatele. Câștigătorii donează de obicei o parte din bani școlii San Ildefonso. Publicul care participă la eveniment poartă de obicei haine extravagante. Televisión Española și Radio Nacional de España, precum și alte canale difuzează întreaga extragere care are loc în cadrul unui spectacol organizat la data de 22 decembrie a fiecărui an. 
Șansele de câștig sunt de aproximativ 5,3%. Structura de premiere ușurează câștigarea unui premiu, comparativ cu alte loterii. Se spune, de obicei, că premiile sunt bine distribuite în toată Spania. Șansele de a câștiga El Gordo sunt de 1 la 100.000, ceea ce înseamnă 0,001%, iar șansele de câștigare a unui premiu mare la EuroMillions sunt de 1 la 116,531,800 sau 0,0000000086%.